# Johan Petre
Johan Petre, född 1664, död 31 juli 1726 i Arboga stadsförsamling, var en svensk borgmästare, riksdagsledamot och politiker.

## Biografi
Johan Petre föddes 1664. Han var son till handlanden och brukspatronen Robert Petre den äldre (1614–1690) och Margareta Höijer i Arboga. Petre var borgmästare i Arboga och avled 1726 i Arboga stadsförsamling.
Petre var riksdagsledamot för borgarståndet i Arboga vid riksdagen 1697, riksdagen 1710, riksdagen 1713–1714 och riksdagen 1719.
Petre gifte sig första gången 1701 med Katarina Reenstierna och andra gången 1705 med Anna Katarina Christiernin (död 1746).